# ヴァルミール・アパレシド・フランシ・デ・カンポス・ジュニオール
フランシス（Francis）ことヴァルミール・アパレシド・フランシ・デ・カンポス・ジュニオール（Valmir Aparecido Franci de Campos Júnior , 1990年4月16日 - ）は、ブラジル出身のプロサッカー選手。ECサンベント所属。ポジションはフォワード。

## 来歴
2019年よりアルビレックス新潟に加入。3月まで公式戦の出場機会は無かったが、4月7日のJ2第8節ファジアーノ岡山戦に54分に途中交代でリーグ戦に初出場。チームが2点差でリードされていた中、アディショナルタイムの得点含む2得点を決めチームを引き分けに導いた。7月27日のJ2第27節FC琉球戦では来日後初となるハットトリックを達成し、4−0で勝利するなど、チームの得点源として活躍。同年は最終的にリーグ戦30試合8得点という成績を収め、得点数はチーム第2位だった。
2020年、1月8日に一旦は契約を更新したが、17日にボタフォゴ-SPへの完全移籍が決まった。

## 所属クラブ
ユースチーム経歴
- 2009年  アトレチコ・ミネイロ

トップチーム経歴
- 2010年  ヴォトラチーFC
- 2011年  アトレチコ・モンテ・アズル
- 2011年  トゥピFC
- 2011年  ジャボチカバル・アトレチコ
- 2012年  ACパラナヴァイ
- 2012年 - 2013年  ボタフォゴ-SP
- 2013年 - 2014年  ジョインヴィレEC
- 2014年  ボアEC
- 2015年  カピヴァリアーノFC
- 2015年  ボタフォゴ-SP
- 2016年 - 2019年  ヴィトーリアSC

→ 2017年  ボタフォゴ-SP（期限付き移籍）
→ 2018年  グレミオ・ノヴォリゾンチーノ（期限付き移籍）
→ 2018年  ECサンベント（期限付き移籍）
→ 2019年  アルビレックス新潟（期限付き移籍）
- 2020年  ボタフォゴ-SP
- 2020年  ヴィラ・ノヴァFC
- 2021年  コインブラ・エスポルチ・クルベ
- 2022年 -  ECサンベント

## Jリーグでの個人成績
| 国内大会個人成績 | 国内大会個人成績 | 国内大会個人成績 | 国内大会個人成績 | 国内大会個人成績 | 国内大会個人成績 | 国内大会個人成績 | 国内大会個人成績 | 国内大会個人成績 | 国内大会個人成績 | 国内大会個人成績 | 国内大会個人成績 |
| 年度             | クラブ           | 背番号           | リーグ           | リーグ戦         | リーグ戦         | リーグ杯         | リーグ杯         | オープン杯       | オープン杯       | 期間通算         | 期間通算         |
| 年度             | クラブ           | 背番号           | リーグ           | 出場             | 得点             | 出場             | 得点             | 出場             | 得点             | 出場             | 得点             |
| 日本             | 日本             | 日本             | 日本             | リーグ戦         | リーグ戦         | リーグ杯         | リーグ杯         | 天皇杯           | 天皇杯           | 期間通算         | 期間通算         |
| ---------------- | ---------------- | ---------------- | ---------------- | ---------------- | ---------------- | ---------------- | ---------------- | ---------------- | ---------------- | ---------------- | ---------------- |
| 2019             | 新潟             | 13               | J2               | 30               | 8                | -                | -                | 0                | 0                | 30               | 8                |
| 通算             | 日本             | 日本             | J2               | 30               | 8                | -                | -                | 0                | 0                | 30               | 8                |
| 総通算           | 総通算           | 総通算           | 総通算           | 30               | 8                | -                | -                | 0                | 0                | 30               | 8                |

出場歴
- Jリーグ初出場・初得点 - 2019年4月7日 J2第8節 ファジアーノ岡山戦（シティライトスタジアム）